# Lok Ma Chau
Lok Ma Chau is een dorp in de Hongkongse New Territories. Daarnaast wordt de naam gebruikt voor een voetgangerspad en een grensovergang in de omgeving. Het dorp ligt ten zuiden van de Shenzhen He. Aan de andere kant van de rivier ligt het gebied Huanggang.
Lok Ma Chau ligt binnen de Hongkongse Frontier Closed Area en is daardoor moeilijk toegankelijk voor niet-inwoners van het gebied. Ten zuidwesten van het dorp zijn de Mai Po Wetlands te vinden. Alle bewoners van het dorp hebben de familienaam Cheung.